# Hubert Corbin
Pour les articles homonymes, voir Corbin.
Œuvres principales
- Week-end sauvage
- Nécropsie
- Droit de traque

Hubert Corbin, né le 17 février 1951 à La Tronche (Isère), est un écrivain français de roman policier.

## Biographie

### Carrière dans le cinéma
Hubert Corbin a travaillé dans le milieu du cinéma. Dès 1971, il accompagne le développement du procédé de projection sur écran hémisphérique Panrama, aux côtés de son inventeur, l'architecte Philippe Jaulmes. Il est actuellement secrétaire de l'association Les amis du Panrama. Organisateur du Festival international du film abstrait de Montpellier (1972-1980), il a aussi travaillé pour le Festival international du cinéma méditerranéen de Montpellier, de 1984 à 2013.

### Carrière de romancier
Il est l'auteur de trois romans policiers publiés chez Albin Michel : Week-end sauvage (1992), Nécropsie (1995) et Droit de traque (1998). Lors de la parution de son premier roman, Week end sauvage, il a été dit par son éditeur : « Le thriller est-il une spécialité des écrivains anglo-saxons ? Nous serions tentés de répondre par l'affirmative. Et pourtant, voici le premier roman d'un auteur français qui, d'emblée, rejoint les meilleurs de ses confrères étrangers. Quel plaisir pour un éditeur de découvrir un tel auteur ! ».
Dans Week-end sauvage, l'auteur raconte les dérives d'un zoologiste fasciné par la vie sauvage, directeur d'un parc zoologique en Californie. Voulant entretenir l'acuité des instincts naturels chez les fauves de son parc, le docteur Kurnitz les nourrit en lâchant parmi eux des proies animales vivantes. Il observe, fasciné, la terreur et la souffrance de ces proies. Mais les émotions, même les plus fortes, s'émoussent vite...
Avec Nécropsie, il s'attaque à un thème peu commun à l'époque, celui du tueur en série.
Influencé par la culture américaine et revendiquant, en ce qui concerne les États-Unis, la puissance d'un imaginaire collectif (romans, séries télévisées, films), Hubert Corbin a, en situant ses romans aux États-Unis, ouvert la voie à toute une nouvelle génération d'auteurs français de romans policiers (Maud Tabachnik, Serge Brussolo, Maxime Chattam, Jean-Christophe Grangé, Laurent Botti, Alec Covin, Franck Thilliez…)

## Œuvre

### Romans
Week-end sauvage
- Paris : Albin Michel, 1992, 286 p. Coll. « Spécial suspense ». Ill. de couv. Franck Limido.  (ISBN 2-226-05940-7)
- Paris : Le Grand Livre du mois, 1992, 286 p.
- Paris : Librairie générale française, 1994, 283 p. Coll. « Le Livre de poche Thriller » no 7631. Ill. de couv. Jean-Claude Claeys.  (ISBN 2-253-07631-7)
- Paris : Éditions de la Seine, 1994, 286 p. Coll. « Succès du livre ».  (ISBN 2-738-20719-7)
- Paris : Albin Michel, 1999, 286 p. Coll. « Spécial suspense ». Éd. hors commerce. La couverture porte en plus : « Spécial Suspense 20 ans de succès sous le signe de Mary Higgins Clark ».

Nécropsie
- Paris : Albin Michel, 1995, 405 p. Coll. « Spécial suspense ». Réimpr. 02/1996. Ill. de couv. Franck Limido.  (ISBN 2-226-08193-3).
- Paris : Librairie générale française, 1997, 382 p. Coll. « Le Livre de Poche Thriller » no 17022. Réimpr. 01/1998, 06/1998, 07/2000. Ill. de couv. Jean-Claude Claeys.   (ISBN 2-253-17022-4)

Droit de traque
- Paris : Albin Michel, 1998, 346 p. Coll. « Spécial suspense ». Photogr. couv. Keith Goldstein & Harriet Zucker.  (ISBN 2-226-10611-1)
- Paris : Le Grand Livre du mois, 1999, 346 p.  (ISBN 2-702-83836-7)
- Paris : Librairie générale française, 2000, 346 p. Coll. « Le Livre de Poche Thriller » no 17132. Photogr. de couv. Vloo.  (ISBN 2-253-17132-8)

### Éditions étrangères
Weekend di terrore (trad. en italien de Week-end sauvage par Paola Lanterna)
- Casale Monferrato : Piemme, 2002, 334 p.,  (ISBN 8-838-47391-9)
- Pocket, 2004, 334 p. Coll. « Narrativa ».   (ISBN 8-838-48304-3)
- Casale Monferrato : Piemme, 2005, 339 p. Coll. « Maestri del thriller » no 32.   (ISBN 8-838-48754-5)

Cadaveri senza volto (trad. en italien de Nécropsie par Frediano Sessi)
- Casale Monferrato : Piemme, 2000, 461 p.,  (ISBN 88-384-4950-3)
- Casale Monferrato : Piemme, 2002, 459 p. Coll. « Piemme Pocket » no 87.   (ISBN 8-838-41741-5)
- Casale Monferrato : Piemme, 2003, 459 p. Coll. « Piemme Pocket. Mini Pocket »

Necropsie (trad. en japonais de Nécropsie par Suzuo Saso)
- Tokyo: Syûeisya / Shueisha bunko, 2001, 580 p.,  (ISBN 4-087-60392-X et 978-4-087-60392-7)

Deserto di paura (trad. en italien de Droit de traque par Frediano Sessi)
- Casale Monferrato : Piemme, 2001, 382 p.  (ISBN 8-838-46340-9)
- Casale Monferrato : Piemme, 2003, 385 p. Coll. Pocket.  (ISBN 8-838-47861-9)
- Casale Monferrato : Piemme, 2005, 380 p. Coll. « Maestri del thriller » no 26.   (ISBN 8-838-48345-0)
- Milan : Mondolibri, 2002, 383 p.